# Waldsterben

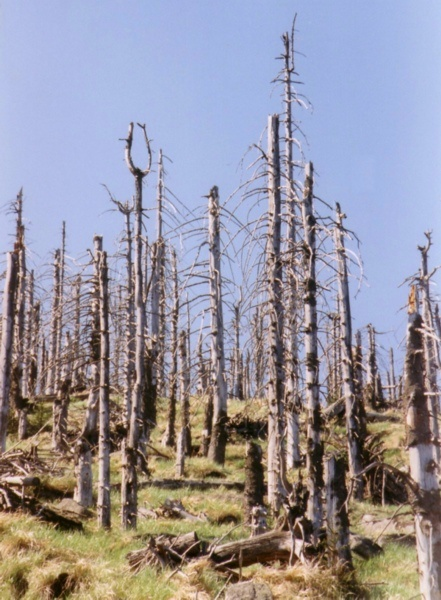
Abgestorbene Fichten im Erzgebirge (1998)

Als Waldsterben (auch: neuartige Waldschäden) werden Schädigungen des Waldes bezeichnet, die seit etwa 1980 großflächig auftreten. Das Verbreitungsgebiet umfasst Mittel-, Nord- und Osteuropa. Charakteristisch ist, dass sich die Schadensbilder im Wald unabhängig von Klima, Standort und waldbaulichen Praktiken zeigen. Die Symptomatik differiert zwischen Holzarten, Regionen und Forstorten.
Typische Merkmale des geschädigten Waldes:
- Auflichtung des Kronenbereichs aufgrund vorzeitigen Blattfalls
- Ausbildung weniger und kleinerer Blattorgane sowie Verzweigungsanomalien,
- geringe Reproduktionsfähigkeit des Wurzelsystems und verminderte Interaktion mit Mykorrhiza-Pilzen
- Absterben von Feinwurzeln

Eine einzelne auslösende Ursache des Waldsterbens konnte nicht ermittelt werden. Zentral scheinen die komplexen Wirkungen verschiedener Luftschadstoffe zu sein. Neuerdings sterben vermehrt ältere Bestände und Einzelbäume zahlreicher Baumarten, was in Zusammenhang mit dem Klimawandel gesehen wird.

## Hintergrund

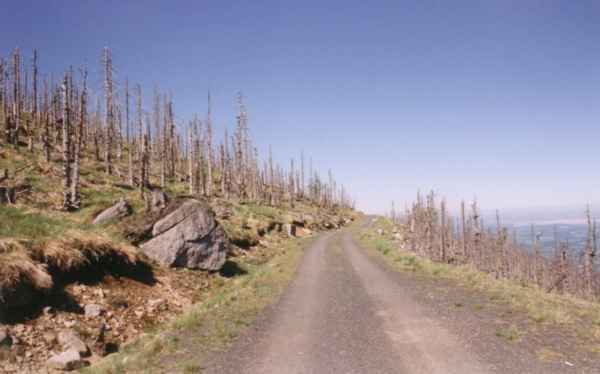
Völlig devastierter Waldhang im tschechischen Erzgebirge 1998 – Ursache für dieses großflächige Absterben waren die Rauchgase aus veralteten Braunkohlekraftwerken.

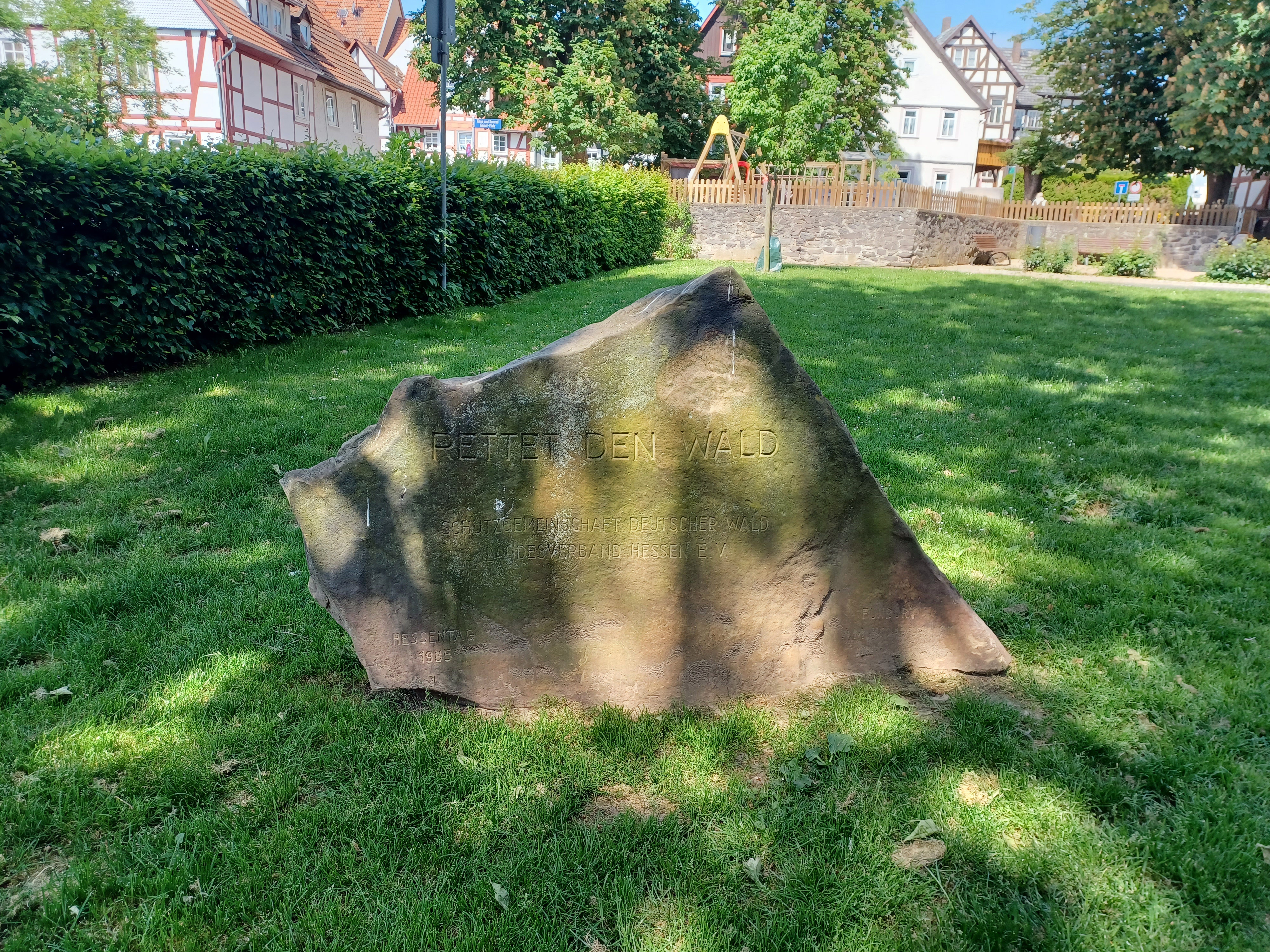
„Rettet den Wald“-Denkmal, aufgestellt 1985 anlässlich des 25. Hessentags in Alsfeld

Der Begriff Waldsterben spiegelte gesellschaftlich die in den 1980er Jahren speziell in der Bundesrepublik Deutschland, Österreich und in der Schweiz verbreitete Besorgnis wider, dass der Waldbestand in Gefahr sei und die Wälder in naher Zukunft großflächig vom Absterben bedroht seien. Die Besorgnis bezog sich nicht auf spezielle neue Waldschadensbilder, sondern darauf, dass die Symptomatik in Gebieten fern von nennenswerten Emissionsquellen auftrat, eine weite geographische Verbreitung einnahm und mehrere Baumarten davon betroffen waren. Dies wurde Mitte der 1970er Jahre festgestellt und seitdem insbesondere in Mittel- und Nordeuropa öffentlich angesprochen. 

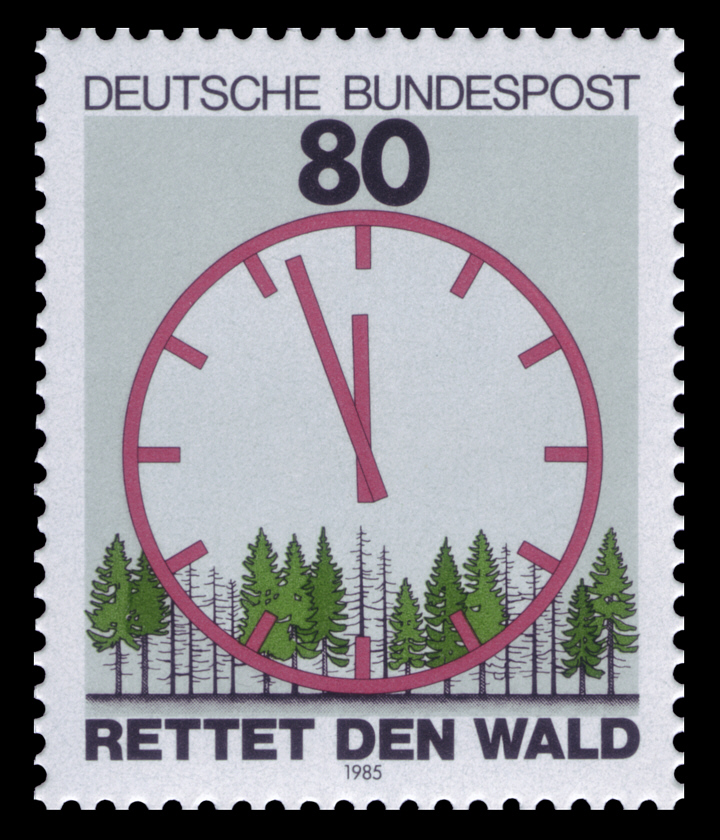
Kampagne „Rettet den Wald“: Briefmarke der Deutschen Bundespost von 1985

Das Waldsterben war in den 1980er-Jahren eines der bedeutendsten Umweltthemen in den deutschsprachigen Ländern. In der Bundesrepublik Deutschland hatte die Debatte um das Absterben des Waldes erhebliche politische, industriepolitische und gesellschaftliche Auswirkungen und gilt als einer der Gründe für den Aufstieg der Partei der Grünen. In der ersten Hälfte der 1980er Jahre gab es quer durch die westdeutsche Gesellschaft sowie in der gesamten Parteienlandschaft einen Konsens über die Dringlichkeit und Schwere des Themas. Als Ursache stand saurer Regen im Mittelpunkt der öffentlichen Diskussion. Mögliche weitere Ursachen wie falsche Bestockung oder zeitweise Trockenheit wurden lange nicht diskutiert. Infolge der Waldsterbensdebatte wurden politische Maßnahmen ergriffen, die eine deutliche Verringerung der Emissionen bewirkten. Es lässt sich nicht sagen, wie sich der Zustand des Waldes ohne Einführung dieser Maßnahmen entwickelt hätte.
Aus Sichtweise der Umweltgeschichte ermöglicht die Waldsterbensdebatte einen vertieften Blick auf Gesellschaft und Politik der Bundesrepublik Deutschland der 1980er Jahre.
Das Waldsterben weist nicht nur typische Charakteristika eines modernen Umweltproblems auf, sondern war deutlich in die damalige historische Krisensituation eingebettet. In dem Sinne sei das Waldsterben über den Umweltaspekt hinaus ein Bestandteil der Zeitgeschichte.
Nach den Ergebnissen eines von Roderich von Detten geleiteten Forschungsprojekts zum Waldsterben sei die außerordentliche emotionale Intensität der Debatten insbesondere in der Bundesrepublik Deutschland nicht alleine von der forstbotanischen Realität her zu verstehen. Von einigen Kritikern wurde das Waldsterben als reines Medienphänomen betrachtet, welches ein übertriebenes, apokalyptisches Szenario heraufbeschworen und Alarmismus ausgelöst hätte.
Dass die Waldsterbensdebatte Ende der 2010er wieder in den Medien erschien, ist in direktem Zusammenhang mit dem Paradigma der Klimakrise zu sehen, die nun die öffentliche Diskussion beherrschte. So verkündete der Bund Deutscher Forstleute – wie das in der Zeit auch viele Länder und Kommunen machten – einen „Klimanotstand für den Wald“.

## Begriff

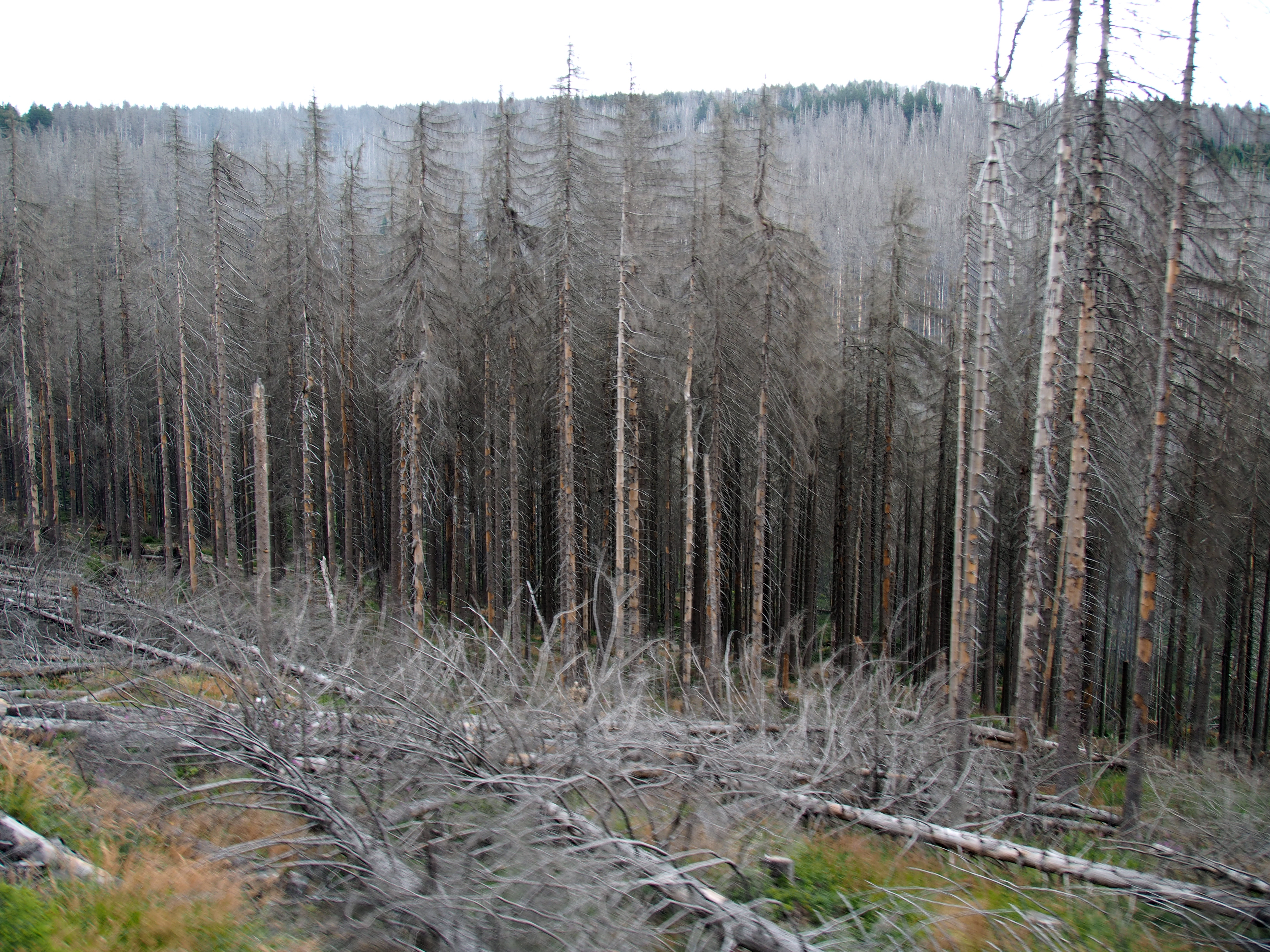
Durch Borkenkäferbefall und Trockenheit abgestorbene Fichten auf dem Brocken (Harz)

Der Begriff Waldsterben ist mindestens seit 1921 nachweisbar; ein Zusammenhang mit der Schädigung durch Insekten wurde spätestens 1934 gesehen. Baumsterben ist seit dem Jahr 1897 belegt.
Zwischen dem Waldsterben und den frühen „Rauchschäden“ bestehen Parallelen im Schadensbild. Ende der 1970er wurden die Braunkohlevorkommen in der Bundesrepublik Deutschland, der DDR und ČSSR vermehrt genutzt. Wegen mangelndem technischen Umweltschutz entstanden Schäden, die an die Rauchschäden aus der Frühzeit der Industrialisierung erinnerten.
Neu war die Vorstellung eines sterbenden Waldorganismus – statt sterbender Einzelbäume. Die Grundlage boten holistische Konzepte wie der 1922 eingeführte Dauerwald-Begriff des Forstwissenschaftlers Alfred Möller. Bevor der Begriff Waldsterben geprägt wurde, wandelte sich die Sicht auf das Problem und machte es zu einem emotional behafteten Thema. Die kulturgeschichtliche Bedeutung des „deutschen Waldes“ und die Sorge vor einem Atomkrieg etablierten das Waldsterben als überparteiliches Kollektivsymbol.
Fachwissenschaftlich wurde der Begriff nicht lange verwendet und bald durch neuartige Waldschäden abgelöst, wohingegen er im allgemeinen Sprachgebrauch weiterhin verankert ist.
Ab Mitte der 2010er spricht man auch von „neuartigem Baumsterben“, und der Begriff Waldsterben wurde weniger verwendet. Der Bund für Umwelt und Naturschutz Deutschland (BUND) grenzt das durch die Klimakrise bedingte Waldsterben der 2010er Jahre als „Waldsterben 2.0“ gegenüber dem Waldsterben der 80er Jahre ab.

## Verlauf

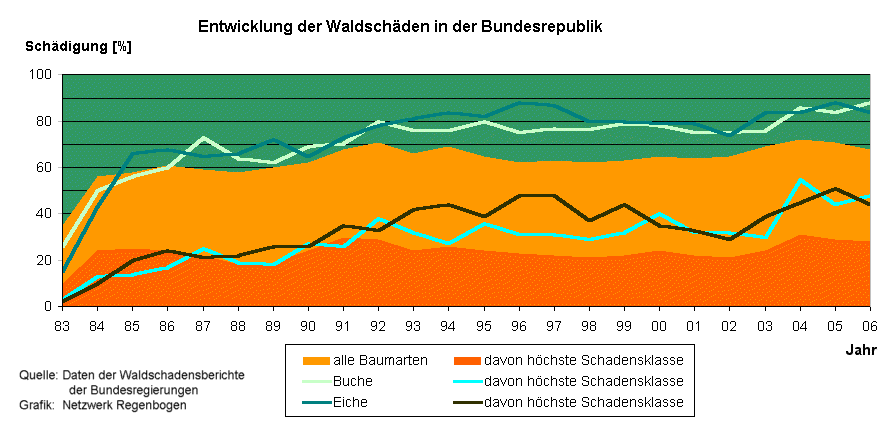
Entwicklung der Waldschäden in der Bundesrepublik

Die wissenschaftlichen Betrachtungen zum Waldsterben lassen sich in drei Phasen aufteilen.

### Frühe 1980er Jahre
Ab 1979 warnten die Forstwissenschaftler Bernhard Ulrich und Peter Schütt vor einem bevorstehenden bzw. stattfindenden Waldsterben und forderten eine Verbesserung der Luftreinhaltung. Massenmedien griffen diese Warnungen auf; eine Titelgeschichte des Spiegel im November 1981 brachte dem Thema den öffentlichen Durchbruch.
Mitte 1983 war das Waldsterben auch als Forschungsgegenstand etabliert. Als Konsens der Ursachen etablierte sich ein Stresskomplex mit regional unterschiedlicher Gewichtung unter entscheidender Mitwirkung von Luftverunreinigungen wie dem sauren Regen. Damit wurden die durchaus unterschiedlichen und auch kontrovers diskutierten Wirkungspfade und Schadstoffe zusammengefasst. Im Jahr 1983 (kurz nach dem Amtsantritt des Kabinett Kohl I) wurde die öffentliche Debatte besonders intensiv geführt. Bei der Landtagswahl in Hessen am 25. September 1983 zogen erstmals Die Grünen in ein Landesparlament ein.
Der Bundestag beschloss effektive Maßnahmen zur Luftreinhaltung, die über das Bundes-Immissionsschutzgesetz zur Luftreinhaltung von 1971 hinausgingen. Dazu zählte der Einbau von Rauchgasentschwefelungsanlagen in Kraftwerken, die die Hauptemittenten von Schwefeldioxid waren.
Die Bezeichnung „neuartige Waldschäden“ galt zunächst als Euphemismus, hat sich aber nach 1983 für die festgestellten Schadensbilder etabliert. In der Forstwissenschaft wird seitdem nicht mehr von einem Waldsterben gesprochen.

### Späte 1980er Jahre
1983/84 bis 1992 setzte eine Normalisierung des Umgangs der Forstwissenschaftler mit dem Waldsterben ein, das zunehmend weniger politisch und emotional besetzt war. In der Bundesrepublik Deutschland befand man 1984 gut ein Drittel des Waldes für geschädigt, was alle denkbaren Waldschäden subsumiert. Diese Waldschäden wurden zunehmend primär als wissenschaftliche Fragestellung behandelt, viele der vermeintlichen Waldsterbe-Symptome stellten sich als Fehldeutungen heraus; als Indikatoren für den Waldzustand verblieben hauptsächlich Kronenverlichtungen und Blatt- bzw. Nadelvergilbungen, die in jährlichen Waldzustandserhebungen und laufenden Untersuchungen quantitativ erfasst wurden. Die Beschäftigung mit den Waldschäden in der Forschung reduzierte sich danach erheblich.

### 1990er und 2000er Jahre
In der dritten Phase, von 1992 bis in die 2000er Jahre, differenzierte sich die reine Waldschadensforschung in eine breiter angelegte Waldökosystemforschung. Trotz intensiver Forschung konnte keine abschließende Wirkungskette ermittelt werden, die gemeinsame Hauptursache wurde in Luftschadstoffen gesehen, die über große Distanzen transportiert werden.
Die Schadstoffbelastung wurde nach der Abschaltung vieler ostdeutscher Braunkohlekraftwerke nach der Wiedervereinigung, die bis dahin weitgehend ohne Filteranlagen arbeiteten, nochmals reduziert. Daraufhin fiel der Gesamtausstoß von Schwefeldioxid in Deutschland von zuvor rund 7,5 Mio. Tonnen pro Jahr während der 1970er und frühen 1980er Jahre auf rund 0,5 Mio. Tonnen für die Jahre nach der Jahrtausendwende. Ab Mitte der 1990er Jahre waren die fachspezifischen Publikationen zunehmend wieder an grundlagenorientierten Teilproblemen ausgerichtet, der Wald an sich und der Waldzustand verschwanden zunehmend wieder aus dem wissenschaftlichen Diskurs. 2003 erklärte die damalige Bundeslandwirtschaftsministerin Renate Künast in Übereinstimmung mit Befunden der europäischen Nachbarn das „Waldsterben“ für beendet. Der Trend zu einer negativen Entwicklung sei gestoppt. Der Zustand der Wälder habe sich stabilisiert, auch wenn nach wie vor Teile des Baumbestandes deutliche Schäden aufwiesen. Das bedeute, so das Ministerium, aber noch keine Entwarnung, weil es nach wie vor große geschädigte Bestände gebe.
Entgegen der seinerzeitigen Debatte wurde in Folge eine starke Zunahme des Waldes in Mitteleuropa im Zeitraum von 1990 bis 2015 festgestellt. In weitgehend allen Ländern Europas lag der flächenmäßige Waldzuwachs der beiden Jahrzehnte um die Jahrtausendwende über 20 %, besonders in Ostmitteleuropa sogar über 50 %.
Für die wirklich stark geschädigten Gebiete setzte hingegen auch ein Umdenken in Richtung eines Umbaus des Waldes durch Naturverjüngung ein, so wurde in einigen Naturschutzgebieten, darunter im Bayerischen Wald oder auch im Nationalpark Berchtesgaden, die Entwaldung als Chance eines ökologischen Experiments gesehen. Der Fokus verlagerte sich damit auf Pufferung der Renaturierungszonen zum forstwirtschaftlich genutzten Umland, und Folgenforschung anstatt Ursachenforschung.
Die späteren 2000er Jahre waren primär von der beherrschenden Schadenslage durch den Borkenkäfer an Fichten nach den schweren Stürmen des Jahrzehnts (Lothar 1999, dann Kyrill, Paula, Emma) geprägt. Die öffentliche Aufmerksamkeit richtete sich hingegen auf die Abholzung des tropischen Regenwaldes.

### 2010er Jahre
In den späteren 2010er Jahren flammte die Debatte um ein allgemeines Waldsterben wieder auf. Nach dem Hitzesommer 2003 häuften sich in den 2010ern durch die Globale Erwärmung die Hitzewellen und Monate und Saisons nie dagewesener Wärme, auch in den kühleren Jahreszeiten, mitsamt abnorm warmen und niederschlagsarmen Wintern. Durch die Kombination von Trockenstress, hoher Sommerhitze und die Veränderung der Regionalklimate kommt es neben großflächigen Schäden durch Sturm und Borkenkäfer auch zu Symptomen an einzelnen Hauptbaumarten wie Eichen, Buchen, Kiefern, Tannen und durch neuartige Infektionen an Eschen (Eschentriebsterben) oder Ahorn (Rußrindenkrankheit). Die Mortalität hat sich in Mitteleuropa seit den 1980ern verdoppelt, betroffen sind tendenziell ältere und größere Exemplare, deshalb hält das Thünen-Institut den Begriff Waldsterben im aktuellen Fall für irreführend. Insgesamt wird hierbei die Ursache in einem allgemeinen „Klimastress“ gesehen und einem noch immer nicht hinreichend bekannten Zusammenwirken an Einzelfaktoren. Inwieweit schon das Waldsterben der 1980er Jahre eine Folge der beginnenden menschgemachten Klimaerwärmung war, respektive das zeitgenössische Waldsterben eine Folge der ersten Phase, ist Gegenstand aktueller Forschung. So wird ein Zusammenhang mit moderneren Einschlagformen, vom Kahlschlag hin zur vermehrten Einzelbaumentnahme, vermutet, aber auch in verpassten Chancen zum Umbau des Waldes in Richtung artenreicherer und somit stressresistenter Bestände.

### 2020er Jahre
In den 2020er Jahren konnte nach und nach der Schadensumsfang der vorausgegangenen Jahre eingeordnet werden. Sehr trockene Jahre 2018 bis 2021 in Deutschland und Mitteleuropa und die dadurch geförderte Borkenkäferplage sorgte für ein Absterben von mehr als 300.000 Hektar Wald, was etwa 2,5 % der deutschen Waldfläche bzw. der Fläche des Saarlands entspricht. In Mitteleuropa insgesamt sind 300 Millionen Kubikmeter Holz geschädigt. Besonders Fichten als Flachwurzler sind durch die bis zu 2 Meter in den Boden tief reichende Trockenheit betroffen.
Das Umweltbundesamt (UBA) wies im Januar 2024 darauf hin, dass die Kronenverlichtung nur zum Teil und bedingt als Indikator zum Waldsterben geeignet ist: „Die noch nie so hohen Absterberaten der Fichte im Jahr 2020, wie in den Ergebnissen der Waldzustandserhebung 2020 dokumentiert, gaben jedoch einen Hinweis darauf. Sie sind im Jahr 2021 rückläufig bei weiterhin hohem Niveau.“

## Forschungsgeschichte
Die im Laufe der Debatte groß angelegten und großzügig geförderten Forschungsprojekte kamen in den 1990er Jahren zu einem meist wenig beachteten Abschluss, der kaum öffentlich debattiert wurde. Die umweltgeschichtliche Forschung spricht deswegen auch von einer fast vergessenen Umweltdebatte. Ulrich äußerte sich 1995 skeptisch über seine 15 Jahre zuvor veröffentlichte Hypothese vom Waldsterben.
Nach Angaben der Wochenzeitung „Die Zeit“ hatte die Bundesrepublik von 1982 bis 1998 allein für die Waldschadensforschung 367 Millionen Mark ausgegeben, 180 Millionen Mark für die Waldökosystemforschung. Eine unbekannte Summe wurde für die statistischen Erhebungen zum Waldzustandsbericht ausgegeben, die von 1984 bis 2003 durchgeführt wurden. Gemäß den Angaben von Roland Schäfer und Birgit Metzger nennt das Umweltbundesamt mehr als 850 Forschungsvorhaben, die zwischen 1982 und 1992 mit insgesamt 465 Mio. DM gefördert wurden.

### Status Waldzustand bis 2009
Im Jahr 2000 waren nach dem offiziellen Waldzustandsbericht von Deutschland noch rund 35 Prozent aller Waldbäume ohne erkennbare Schäden, im Jahr 2004 waren es nur noch 28 Prozent, während 65 Prozent in die Warnstufe fielen und knapp ein Drittel deutliche Schäden hatten. Nach dem Waldzustandsbericht 2009 wiesen im Durchschnitt aller Baumarten 27 Prozent deutliche Kronenverlichtungen auf, wobei einige Regionen und einzelne Baumarten weit stärker betroffen waren. Nur 36 Prozent der Bäume wiesen keine Verlichtung auf.

### Die Waldsterbensdebatte als Forschungsthema
Von 2006 bis 2010 gab es an der Universität Freiburg ein zeithistorisch geleitetes DFG-Projekt mit dem Titel Waldsterben – Und ewig sterben die Wälder. Der Titel spielt bewusst auf den Roman Und ewig singen die Wälder an. Demnach war die wissenschaftliche Auseinandersetzung zwar Voraussetzung, um immissionsbedingte Waldschäden bewusst zu machen, jedoch ihr Einfluss auf die gesellschaftliche Deutung dieser Erkenntnisse gering. In die öffentliche Deutung spielten Hintergründe wie der Prozess der Urbanisierung und Motorisierung, die zunehmende Freizeit, die spezifisch deutsche völkisch mystische Aufladung des Waldes, die Autarkiepolitik der Nationalsozialisten sowie die Durchsetzung sozialhygienischer Deutungsmuster Anfang des 20. Jahrhunderts hinein. Schäfer und Metzger hingegen messen den Stellungnahmen von Wissenschaftlern und Forstpraktikern eine große Relevanz für die öffentliche und politische Debatte bei, auch über die ersten Schadensmeldungen hinaus. Die Betrachtung legt zudem nahe, dass eine Deutung über Verwissenschaftlichungsprozesse mit Vorsicht zu behandeln ist. Bei der Wendung zu einer Interpretation einzelner Waldschäden als gesellschaftsrelevantem Umweltproblem hatten Experten nur wenig Einfluss und ‚die Wissenschaft‘ war keineswegs treibende Kraft. Das viel diskutierte Konzept der Wissensgesellschaft sei dabei kaum anzuwenden.

## Internationales

Kundgebung gegen das Waldsterben in Bern (Schweiz) am 5. Mai 1984

Obwohl die Waldschäden längst nicht nur in Mitteleuropa auftraten, sondern fast ganz Europa sowie Nordamerika betroffen waren, wurde das Waldsterben in der Bundesrepublik Deutschland, Österreich und der deutschsprachigen Schweiz besonders intensiv debattiert, während das in benachbarten Ländern weniger geschah. In der Forschung untersucht wurden insbesondere die unterschiedliche Rezeption des spezifisch westdeutschen Waldsterbensdiskurses in der DDR wie auch in Frankreich. In Frankreich traten zum Teil ebenfalls Schäden auf, auch wenn sie wegen der in den meisten Teilen des Landes weitaus geringeren Belastung durch Schwefeldioxid und andere Rauchgase schwächer ausgeprägt waren als in den deutschen Mittelgebirgen. Dennoch wurde unter den Schlagwörtern dépérissement des forêts (wörtlich etwa: „Waldverkümmerung“) und le mal des forêts („Krankheit der Wälder“) eine in vieler Hinsicht vergleichbare Debatte geführt.
1999 wurden mit dem Orkan Lothar Wald und Waldschäden in Frankreich noch einmal zu einem öffentlichen Thema. Dabei wurde deutlich mehr auf die Eigentümerstruktur und die Nutzungsform abgehoben als auf eine Mythologisierung des Waldes an sich. Die französische Öffentlichkeit thematisierte im Gefolge die tradierten, monopolistischen Besitzstrukturen stärker als die Schadensbilder, die vor allem unter dem Aspekt wirtschaftlicher Auswirkungen thematisiert wurden. Das Wort le waldsterben ging als Fremdwort ins Französische ein (Germanismus).
Der französische Historiker Michel Dupuy vertritt die These, dass die oppositionelle Umweltbewegung, die vor allem auf Grund der Luftverschmutzung entstanden sei, durch ihre politische Arbeit maßgeblich zum Untergang der DDR beigetragen habe.

## Organisationen
- Bergwaldprojekt
- Schutzgemeinschaft Deutscher Wald
- Robin Wood